# Series 30+
Nokia Series 30+ (Скорочено Series 30+ або S30+) — програмна платформа, та інтерфейс користувача від компанії MediaTek, ліцензована компанією Microsoft для мобільних пристроїв (класичних). Незважаючи на схожість найменування, S30+ не відносяться до платформи Series 30 від Nokia. На відміну від S30, S30+ не підтримує програми J2ME. Серія 30+ здатні працювати з вбудованими додатками, такими як Opera Mini, Bing Search, MSN Weather і Skype GroupMe чат на Nokia 222, останній телефон від Microsoft.

## Список пристроїв
Наступні функції телефонів використовувати платформу S30+ і доступні всім як сингл і моделей Dual SIM. Вони, продаються компанією Microsoft під брендом Nokia, старі платформи(S40), які використовували Nokia були припинені. Microsoft тепер використовується виключно Windows 10 Mobile платформи для своїх смартфонів, які виготовляються під брендом Microsoft Lumia і є вже не будь називатись брендом Nokia.
Зроблено в Nokia:
- Nokia 108 - вийшов у 2013 році на платформі Series 30+ має камеру, підтримку відео та технології Bluetooth
- Nokia 220 - вийшов у 2014 році має підтримку 2,5G(GPRS), і браузер Nokia Xpress. Плюс клієнти Facebook, Twitter та Yahoo!
- Nokia 225 - вийшов у 2014 році, відризняєтся від Nokia 220 тільки дисплеєм у 2.8 дюйма

Зроблено в Microsoft:
- Nokia 130 - вийшов у 2014 році, має пітримку плеєра та FM-Радіо
- Nokia 215 - вийшов у 2015 році, має пітримку 2,5G(EDGE), а також клієнти Facebook, Twitter, MSN Weather
- Nokia 105 - анонсований в Червні 2015 році, вийшов у 4 кварталі, має вбудовану можливість зберегти аж 2000 контакти, одну нову ігру і слугує як "другий телефон"
- Nokia 222 - анонсований в Серпні 2015 році, вийшов у 4 кварталі, має ще один клієнт Skype GroupMe
- Nokia 230 - анонсований в Листопаді 2015 році, вийде у 1 кварталі, має металічний корпус, селфі камеру та магазин Opera Store